# J-Boog
Jarell Damonté Houston Sr. (Compton, California, 11 de agosto de 1985), mejor conocido por su nombre artístico J-Boog, es un cantante, rapero y actor estadounidense. Es conocido por haber sido miembro del grupo de R&B B2K.

## Biografía
J-Boog nació y creció en Compton, California, siendo el menor de tres hermanos. Comenzó a rapear, cantar y bailar a los dos años. Él es el primo de Marques Houston.

## Carrera

### B2K
En 1998, J-Boog se convirtió en miembro del grupo B2K, junto a Lil' Fizz, Raz-B y Omarion.
En 2004, interpretó a Rico en la exitosa película de baile You Got Served, con sus compañeros de B2K y Marques Houston. A pesar de que la película recibió críticas mayormente negativas, su actuación en la película fue elogiada por muchos críticos. Poco después, B2K anunció su disolución, lo que llevó a sus miembros a continuar con sus carreras en solitario.

### Después de B2K
Después de la disolución de B2K, J-Boog colaboró con Lil' Fizz en un álbum EP titulado "Night Life" en 2006. Luego se asoció con el productor musical Chris Stokes y Marques Houston, convirtiéndose en vicepresidente y productor de su compañía de producción cinematográfica, Footage Films, donde también actuó en algunas películas. Además, J-Boog apareció en Step Up 2: The Streets, y fue miembro del elenco de una producción teatral Off-Off Broadway.
A principios de 2018, J-Boog apareció brevemente en un episodio de Love & Hip Hop: Hollywood, donde él y Lil' Fizz planearon reunir al grupo sin Omarion, lo que no sucedió debido a discrepancias con el miembro del elenco Ray J, quien demostró ser un buen reemplazo después de ser considerado para unirse al grupo.
En diciembre de 2018, Damuer H. Leffridge, su representante comercial y amigo de toda la vida, anunció que B2K realizaría una gira de reunión llamada The Millennium Tour en 2019. La gira también contó con la participación de Pretty Ricky, Lloyd, Mario, Bobby V, Chingy y los Ying Yang Twins. Su experiencia durante la gira fue documentada más tarde en una temporada de 2019 de Love & Hip Hop: Hollywood, donde apareció como miembro del elenco, y expresó profundamente sus preocupaciones sobre el futuro del grupo, debido a discrepancias personales entre los miembros, junto con asociarse con Marques Houston y su banda Immature para desarrollar una gira de reunión.

## Vida personal
J-Boog tiene cinco hijos (tres niñas y dos niños).

## Discografía
- Night Life – EP (2009) (Lil' Fizz & J-Boog)

## Filmografía

### Cine
- 2004: You Got Served – Rico (Papel secundario)
- 2009: Steppin: The Movie – Greg
- 2014: Hype Nation-3D – Jessy
- 2016: A Weekend with the Family – Joey
- 2019: Nahum – (Preproducción)
- 2019: Always and Forever
- 2019: Fall Girls – Jerome
- 2023: Rock the Boat – Detective Jacobs
- 2024: Rock the Boat 2 – Detective Jacobs

### Televisión
- 2002: All That – invitado musical con B2K
- 2005: 106 & Park – Coanfitrión
- 2016: The BET Life of B2K – Él mismo
- 2017: Love & Hip Hop: Hollywood – Él mismo
- 2019: Love & Hip Hop: Hollywood – Él mismo
- 2020: Howard High – Señor Johnson

### Obras de teatro
- 2016: Man of the House – Lawrence